# Bourgneuf-en-Retz

Localització de Bourgneuf-en-Retz

Bourgneuf-en-Retz (en bretó Bourc'hnevez-Raez, en gal·ló Bórg-Noe-an-Rais) és un municipi francès, situat a la regió de país del Loira, al departament de Loira Atlàntic, que històricament ha format part de la Bretanya. L'any 2006 tenia 3.027 habitants. Limita amb els municipis de Bouin i Bois-de-Céné a Vendée, Machecoul, Fresnay-en-Retz, Sainte-Pazanne, Saint-Hilaire-de-Chaléons, Pornic i Les Moutiers-en-Retz.

## Demografia
| 1866                                       | 1881 | 1921 | 1936 | 1954 | 1962 | 1968 | 1975 | 1982 | 1990 | 1999 | 2005 |
| ------------------------------------------ | ---- | ---- | ---- | ---- | ---- | ---- | ---- | ---- | ---- | ---- | ---- |
| 2925                                       | 2880 | 2622 | 2327 | 2242 | 2289 | 2225 | 2161 | 2283 | 2346 | 2403 | 2948 |
| Des de 1962: població sense dobles comptes |      |      |      |      |      |      |      |      |      |      |      |

## Administració
| Període   | Identitat            | Partit |
| --------- | -------------------- | ------ |
| 1971-1979 | Jeanne Rousseau      |        |
| 1979-1995 | Jean-Raymond Audion  |        |
| 1995-2001 | Jean-Jacques Bleuzen |        |
| 2001-     | Robert Blanchard     |        |